# Асоційованість
Асоційованість, спряженість (Кац, 1930 р.) видів в біоценозах та асоціаціях — більш-менш тісна біологічна і екологічна зв'язаність різних  популяцій. Завдяки асоційованості і взаємодії видів один з одним і з утвореним ними біоценотичним середовищем складаються стабільні, стійкі біоценози з цілою системою харчової мережі. Досліджується за допомогою коефіцієнтів спряженості. Форми асоційованості різноманітні:
- біотрофічна (симбіоз, паразитизм, хижацтво),
- межконсорційна (екзоконсорти),
- сапротрофічна,
- біоекологічна (з біоценотичним середовищем),
- екотопічна (за однаковою толерантністю до екотопів).

За О. О. Урановим (1935 р.), потрібно розрізняти:
- цілком негативну спряженість — збільшення чисельності одного виду супроводжується зменшенням чисельності іншого;
- цілком позитивну — збільшення чисельності одного виду викликає збільшення її в іншого;
- двозначну — при малій чисельності вона позитивна, при великій — негативна;
- байдужу,
- суцільну, що відображається U-подібною кривою.